# Flughafen Balıkesir-Merkez

i8
i11
i13
Der Flughafen Balıkesir-Merkez (türkisch Balıkesir Merkez Havalimanı, IATA-Code: BZI, ICAO-Code: LTBF) ist ein türkischer Flughafen nahe der Stadt Balıkesir. Er wird durch die staatliche DHMI betrieben. Die ihm zugeordnete Stadt Balıkesir liegt etwa 5 Kilometer entfernt. Sie ist mit dem Taxi oder Privatwagen zu erreichen.

## Geschichte

### Anfänge
Der Flughafen wurde 1998 dem Betrieb übergeben und ist derzeit für die Militär- und Zivilluftfahrt geöffnet. Nach seiner Eröffnung wurde er zivil und militärisch gemischt genutzt, die Betreibergesellschaft schloss den Flughafen jedoch 2001 für die Zivilluftfahrt und öffnete ihn am 26. Februar 2007 wieder für die Zivilluftfahrt. Er verfügt über einen Terminal mit einer Kapazität von 100.000 Passagieren im Jahr und eine befestigte Start- und Landebahn, die jedoch kein Instrumentenfluglandesystem (ILS) besitzt. Für den Militärbetrieb finden sich zahlreiche Hangars und militärische Einrichtungen.

### Neubau
Die Stadt Balıkesir ist in den letzten Jahren gewachsen. Die Provinzhauptstadt verfügt zwar über einen Flughafen, kann ihn aber eigentlich gar nicht richtig nutzen, weshalb man vom rund 90 Kilometer entfernten Flughafen Balıkesir-Koca Seyit fliegen musste. 2016 entschied sich die staatliche DHMI dazu, den Flughafen abzureißen und von Grund auf neu zu bauen sowie zu erweitern.
Grundsteinlegung war am 15. Dezember 2016.
Gebaut wurde ein Terminal mit einer Kapazität von einer Million Passagieren pro Jahr mit einer Fläche von 6.500 Quadratmetern. Das Vorfeld wurde auf 28.800 Quadratmeter vergrößert und mit einem parallel zur Start- und Landebahn verlaufenden Taxiway ergänzt. Der Flughafen ist neu mit einer ARFF Abteilung ausgestattet, um beispielsweise Brandübungen durchführen und im Ernstfall das Feuer löschen zu können. Der Neubau wurde am 10. Februar 2020 eröffnet.